# Ricardo Serna Alba

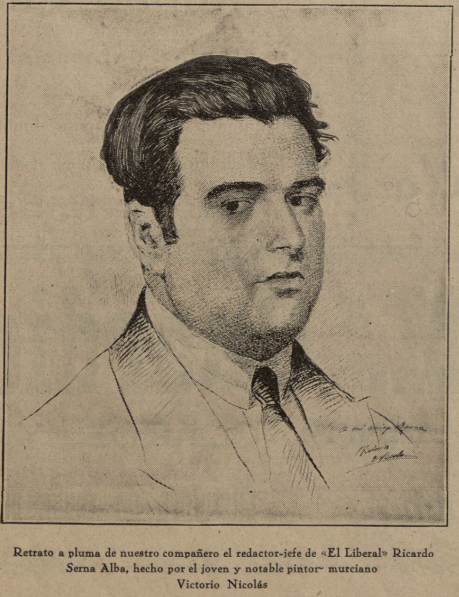
Retrato Ricardo Serna Alba en El Liberal. Fecha: 01/01/1928

Ricardo Serna Alba (Alquerías, Murcia, 1894- Ciudad de México, 1950) fue un periodista, abogado y político. Ligado al Partido Republicano Radical, ocupó la presidencia del diario El Liberal desde 1929 hasta su cierre en 1939 y fue presidente de la Asociación de la Prensa tres años (1932-1935).

## Biografía

### Ámbito familiar
Hijo de padres maestros, el periodista se casó en abril de 1932 con Adela Rivera Martínez. Vivieron en el piso de la última planta del edificio el Liberal y tuvieron un hijo el 23 de junio de 1933. En 1948, durante su exilio en México, nació su hija menor, a la que bautizaron como Adela María de la Fuensanta Guadalupe.

### Entorno político
Implicado desde joven en la política, en 1912 fue secretario de Juventud Radical. Declarado oficialmente como radical,representó al Partido Radical en la zona de Murcia capital en las Cortes Constituyentes de 1931. A lo largo de su vida, se implicó en  numerosos actos políticos de la capital murciana.

### Formación periodística

#### La Región Gráfica
Ricardo Serna Alba fundó La Región Gráfica en octubre de 1921, revista con la que pretendía recoger información que la mayoría de diarios no abarcaban: información gráfica con fotograbado. Los 4000 ejemplares de su primera edición fueron vendidos pese a las dificultades del fotograbado, los problemas de imprenta y los escasos medios que tenían. Reconocidos periodistas y literatos escribieron en la revista.

#### El Liberalde Murcia
En El Liberal, el periodista utilizó sus artículos para explicar la situación política del momento y para hacer llegar a la población murciana noticias extranjeras. Como director del diario (1929-1939), mediante la publicación de sus editoriales criticó a políticos y se mostró contrario a la monarquía y al Franquismo.

### Exilio
El 29 de marzo de 1939, la División Navarra dirigida por Camilo Alonso Vega entra en Murcia. En ese momento mucha gente debe huir aún sin haber cometido los llamados “delitos de sangre”.
Serna Alba, al haber destacado políticamente en contra del gobierno fascista, partió desde el 28 de marzo con unos amigos en un automóvil camino a Francia. Desafortunadamente en Altea les informan que no encontrarán más gasolina para el automóvil, lo que les obliga volver a Alicante donde encuentran un carguero inglés llamado el SS Stanbrook que partía rumbo a Inglaterra. El capitán Archibald Dickson, viendo la gente que huía de las tropas que estaban llegando a Alicante, decide vaciar la carga y sube a 3000 personas en el carguero donde originalmente cabrían solamente 120 personas. 
El barco fue bombardeado al salir del puerto, pues algunos aviones de la tropa franquista habían llegado a la zona, pero logra partir con rumbo a Orán (Argelia francesa).
El viaje que por lo general duraba diez horas, toma aproximadamente treinta horas.
Al llegar al puerto de Orán, no permiten bajar a los pasajeros en su totalidad. Primero bajan a los enfermos, que no son registrados oficialmente en el listado y al resto los dejan en cuarentena sobre la nave. Serna Alba, teniendo un pie hinchado y fiebre es de los primeros en bajar y es trasladado a tres diferentes campos de internamiento o de concentración. El primero fue la misma cárcel de Orán, donde los refugiados usaron los uniformes de presos. Al comenzar a internar mujeres refugiadas, los hombres son trasladados a un segundo campo de concentración a las afueras. Ahí, los refugiados eran puestos en tiendas de campaña de diez en diez y se les permite elegir los miembros que las ocuparían. Serna Alba la ocupa con algunos compañeros de la masonería murciana. Ahí hizo amistad con personas que llegaros desde Cartagena y también con otros murcianos, entre ellos una familia que encabezada por el señor Antonio Mas Serna, ex-alcalde de Crevillente, con los que formará una fuerte amistad y que le ayudarán mucho durante su estancia en Orán.
Durante el verano de 1939, es trasladado a un tercer campo de concentración, a aproximadamente 200 km de Orán llamado “Realizane”. Ahí ya no habitarán en tiendas de campaña, si no en unas pequeñas chozas de madera donde cabían 20 personas.
Posteriormente, gracias a la ayuda del señor Antonio Mas Serna; Serna logra conseguir un estado libertad condicional y es recibido, primero en la casa de la familia que lo acoge por un tiempo y posteriormente, él se muda a distintas pensiones hasta la llegada de su esposa e hijo. Vivirán juntos en Orán hasta 1942.
Serna Alba y su familia parten a México sobre el barco Guinea, que llega al puerto del estado de Veracruz el 12 de junio de 1942.
En México tiene a su segunda hija, Fuensanta y ahí fallece a los 56 años. Se encuentra enterrado con su mujer en el Panteón Español.

### Legado
Ricardo Serna Alba participó en la masonería de Murcia, fue periodista que fundó la revista La Región Gráfica, escribió y dirigió para el periódico El Liberal de Murcia. 
Sus memorias del exilio en Orán fueron recuperadas por su hijo y su nieto Enrique Serna.
Se escribió un libro, por el historiador y arqueólogo español Ricardo Montes y José A. Sánchez Hernández, llamado Ricardo Serna Alba y El Liberal. Exilio en Orán.